# Островной менталитет
Островной менталитет (англ. Island mentality) — представление об изолированных сообществах, считающих себя исключительными или превосходящими остальной мир. Этот термин напрямую относится не к острову или другому географически ограниченному обществу, а к культурному, моральному или идеологическому превосходству сообщества или человека, которым не хватает социального контакта с внешним миром. Островной менталитет может характеризоваться ограниченностью, невежеством или откровенной враждебностью по отношению к любому артефакту (концепции, идеологии, выбору образа жизни, форме искусства и т. д.), происходящему из-за пределов географического района, населенного обществом.
Термин также используется в некоторых психологических исследованиях, чтобы описать людей, которые не любят других или имеют проблемы в отношениях с ними, а затем живут как одиночки или «острова». Эта концепция (в которой люди могут чувствовать себя неполноценными, напуганными или одинокими) не имеет отношения к приведенной выше терминологии.